# Charles Ferdinand Pierre du Cambout de Coislin
Pour les autres membres de la famille, voir Famille du Cambout de Coislin.
Pour les articles homonymes, voir Le Cambout et Coislin.
Charles Ferdinand Pierre du Cambout, vicomte de Coislin, né le 15 novembre 1812 à Angers et mort le 8 février 1864 à Mineral City dans l'Ohio, est un homme politique français du XIXe siècle.

## Biographie
Troisième fils de Pierre Louis du Cambout (12 février 1769 - Plessé † 9 juillet 1837 - Plessé), 4e marquis de Coislin et de son épouse Pauline Claude de Collasseau (5 septembre 1785 - Saint-Denis-d'Anjou † 23 mars 1845 - Paris), Charles Ferdinand Pierre du Cambout était propriétaire et sans antécédents politiques notables, lorsque, porté sur la liste conservatrice de la Loire-Inférieure, il fut élu, le 10e sur 11, représentant à l'Assemblée législative.
Il prit place à droite et vota avec les royalistes :
- pour l'expédition romaine ;
- pour la loi du 31 mai sur le suffrage universel ;
- pour la loi Falloux-Parieu sur l'instruction publique, etc.

Il ne soutint pas la politique personnel du président Louis-Napoléon Bonaparte, et rentra dans la vie privée au 2 décembre.
Charles Ferdinand Pierre avait épousé, le 8 septembre 1845, Elisabeth Anjorrant (1826 † 1847), dont il eut une fille, Alexandrine Césarine Jeanne (11 janvier 1847 - Paris Ier 10 décembre 1923 - Flogny-la-Chapelle), mariée, le 31 juillet 1870 à Paris VIIe, avec Georges Le Gras (1841 † 1925), 6e marquis du Luart, dont postérité.